# إبهام نينتندو

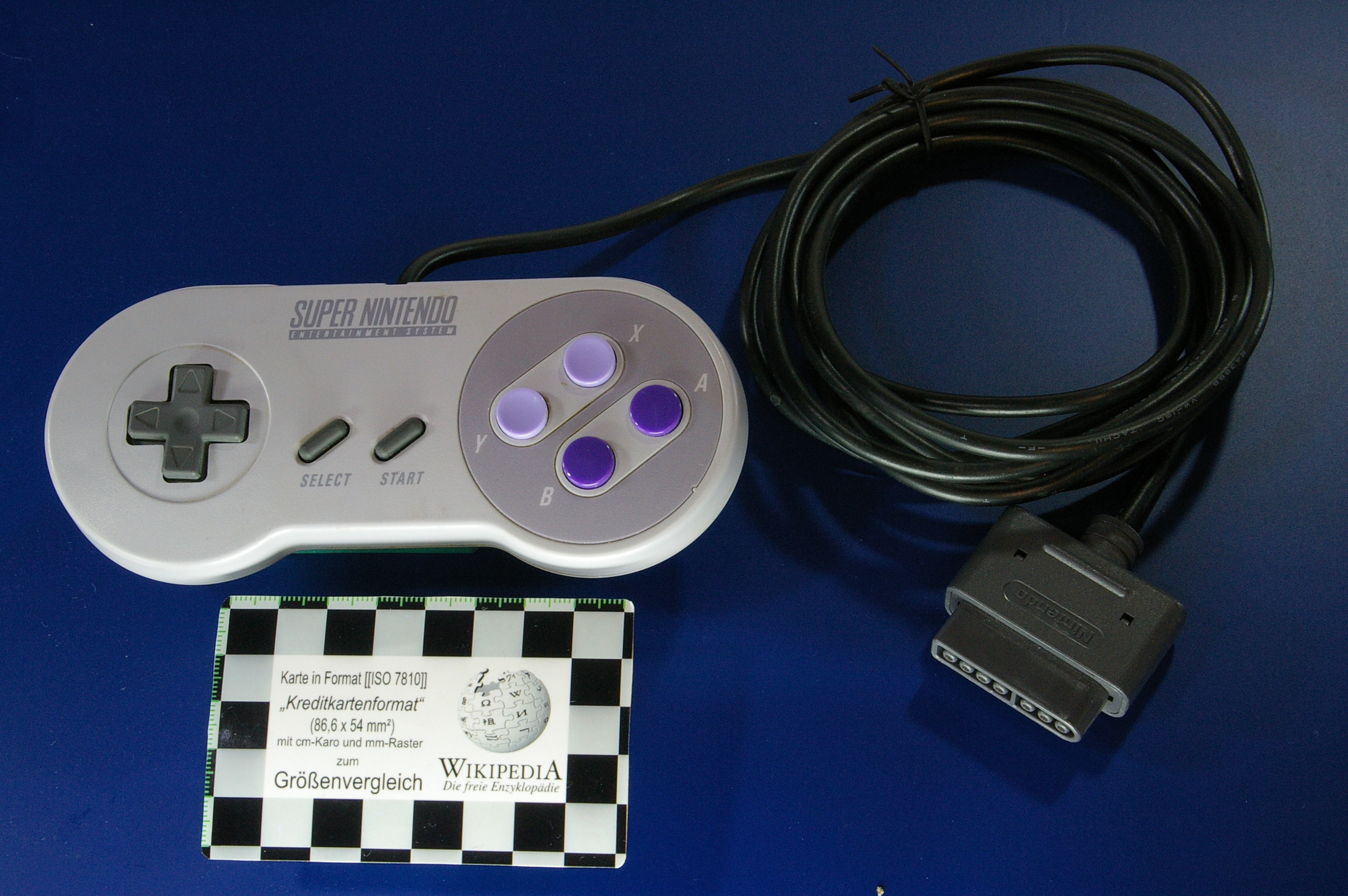
تحكم نينتندو

إبهام نينتندو، والمعروف أيضًا باسم قبضة اللاعب، هي مشكلة صحية متعلقة بلعبة الفيديو مصنفة على أنها شكل من أشكال إصابات الإجهاد المتكررة. الأعراض هي تقرحات، مذل، وتورم الإبهام، بشكل رئيسي من خلال استخدام وسادة D، على الرغم من أن أي إصبع يمكن أن يتأثر. يمكن أن يؤدي ذلك إلى الضغط على الأوتار والأعصاب والأربطة في اليدين، وكذلك على التهاب اللقيمة الجانبي مرفق التنس، والتهاب الأوتار، والتهاب الجراب، ومتلازمة النفق الرسغيٍ.
عُرفت هذه الحالة في الأصل في سياق ألعاب الفيديو باسم "إبهام الجلد"، ومن المعروف أنها تحدث بشكل متكرر بين مستخدمي أجهزة ألعاب الفيديو من الجيل الثاني مثل إنتيليفيجن أو  اتاري 2600 في أواخر السبعينيات وأوائل الثمانينيات. تم تسليط الضوء على الحالة لأول مرة عندما تم إصدار وحدات تحكم ألعاب نينتندو، مما أدى إلى حالات إجهاد المتكررة المبلغ عنها، في المقام الأول في الأطفال (كونها واحدة من الجماهير الأساسية لألعاب الفيديو من الجيل المبكر). في وقت لاحق، لوحظ أن وحدات التحكم الخاصة بـسوني بلاي ستيشن و بلاي ستيشن 2 هي التي تسبب الحالة. ومع ذلك، نظرًا للشكل والحجم والاستخدام الموسع لأجهزة التحكم في الألعاب، يمكن أن تحدث في مستخدمي أي لوحة ألعاب أو عصا تحكم. وقد لوحظت مشكلات مماثلة أيضًا في استخدام الهواتف المحمولة والرسائل النصية على وجه الخصوص (انظر متلازمة دي كورفان).

## روابط خارجية
- "Computer games pose injury risk" at BBC News, 23 December 1999.
- "'Nintendo Thumb' Points to RSI" at Wired News, 3 December 1998.
- "Computer games cripple kiddies" at The Register, 12 December 2000.